# أنثروبولوجيا إيكولوجية
الأنثروبولوجيا الإيكولوجية هي مجال فرعي من الأنثروبولوجيا يُعرّف بأنه «دراسة عمليات التأقلم الثقافي تجاه البيئات المختلفة». يُعرّف هذا العلم بطريقة أخرى بأنه «دراسة العلاقات بين المجموعة السكانية من البشر وبيئتها الفيزيائية الحيوية». تهتم أبحاث هذا المجال بـ«كيفية مساعدة المعتقدات والممارسات الثقافية المجموعاتِ البشريةَ على التأقلم مع بيئاتها، وكيفية استخدام البشر عناصر من ثقافتهم للمحافظة على الأنظمة البيئية». تطورت الأنثروبولوجيا البيئية من مقاربة علم البيئة الثقافي، وهي تقدم إطارًا تخيليًا أكثر ملاءمة للتقصي العلمي بالمقارنة مع مقاربة علم البيئة الثقافي. تهدف الأبحاث الجارية تحت اسم هذا المجال إلى دراسة طيف واسع من الاستجابات البشرية للمشاكل البيئية.
نشر عالم الأنثروبولوجيا البيئية كونراد كوتاك مقالًا يقول فيه إن شكلًا  أصليًا قديمًا «وظائفيًا» غير سياسي من الأنثروبولوجيا البيئية موجود بالفعل، وإن «الأنثروبولوجيا البيئية الجديدة» كانت، اعتبارًا من تاريخ الكتابة عام 1999، تظهر على الساحة وتحصل على ردة فعل إيجابية، وهي تتكون من أسلوب جديد من أنظمة أكثر تعقيدًا على المستوى العالمي، والوطني، والمناطقي، والمحلي.

## تاريخ هذا المجال وأبرز باحثيه
في ستينيات القرن العشرين، ظهرت الأنثروبولوجيا البيئية للمرة الأولى بصفتها رد فعل على علم البيئة الثقافي، وهو مجال فرعي من الأنثروبولوجيا تزعمه جوليان ستيوارد. ركز ستيوارد على دراسة أنماط البقاء المختلفة باعتبارها وسائل لنقل الطاقة، ثم حلل كيفية تحديد جوانب الثقافة الأخرى. أصبحت الثقافة واحدة التحليل. ناقش علماء الأنثروبولوجيا البيئية الأوائل فكرة أن البشر باعتبارهم مجتمعات بيئية يجب أن يكونوا واحدة التحليل، وأصبحت الثقافة الطريقة التي تعدل فيها المجموعة السكانية هذه البيئة. تمثلت هذه الفكرة بتحليل نظرية الأنظمة والوظائفية والارتجاع السلبي.
ذكر بنجامين أورلوف أن تطور الأنثروبولوجيا البيئية قد حدث على مراحل. «كل مرحلة هي رد فعل على المرحلة السابقة بدلًا من أن تكون مجرد إضافة لها». تهتم المرحلة الأولى بأعمال جوليان ستيوارد ولزلي وايت، وتهتم المرحلة الثانية بعنوان «الوظائفية الجديدة» و/أو التطورية الجديدة، أما المرحلة الثالثة فتُسمى «الأنثروبولوجيا البيئية الإجرائية». خلال المرحلة الأولى، طُور نموذجان مختلفان من قبل كل من وايت وستيوارد. «ليس الفارق صلبًا كما يصوره بعض النقاد، كانت نماذج وايت للتطور الثقافي وحيدة المسار ووحيدة السبب، في حين اعترف ستيوارد بوجود عدد من المسارات المختلفة للتطور الثقافي وعدد من العوامل السببية المختلفة». خلال المرحلة الثانية، لوحظ أن المجموعة اللاحقة اتفقت مع ستيوارد ووايت، في حين اختلفت الأخرى.
اقتبس «التطوريون الجدد» من أعمال تشارلز دارون، واقترح التوجه العام أن «التطور أمر تقدمي يقود إلى أشكال جديدة ومحسنة في الفترات الزمنية المتلاحقة». إن «الوظائفيين الجدد» «يرون المنظومة الاجتماعية لبعض المجتمعات المعينة وثقافتها عمليتَي تأقلم وظيفيتَين تسمحان للمجموعات البشرية باستغلال البيئة بشكل أكثر نجاحًا دون تجاوز القدرة الاستيعابية». تُعتبر «الأنثروبولوجيا البيئية الإجرائية» مجالًا جديدًا. إن الدراسات القائمة على هذه المقاربة «تهدف إلى تجاوز الخلاف في المرحلة الثانية من الأنثروبولوجيا البيئية بين المقاييس الزمنية شديدة القصر أو الطول». تستكشف هذه المقاربة بشكل أكثر تحديدًا «التحولات والتغيرات في النشاطات الفردية والجماعية، وتركز على الآلية التي يؤثر بها السلوك والمعوقات الخارجية في بعضهما».
كان روي رابابورت واحدًا من الممارسين البارزين لهذا المجال الفرعي من الأنثروبولوجيا. قدّم العديد من الأعمال المميزة حول العلاقة بين الثقافة والبيئة الطبيعية التي تتطور الثقافة ضمنها، خصوصًا في ما يتعلق بدور الطقوس الدينية في العلاقة الإجرائية بين الطرفين. أجرى غالبية أعمال هذا المجال، إن لم تكن جميعها، ضمن مجموعة معروفة باسم مارينغ، تقطن منطقة معزولة في مرتفعات بابوا غينيا الجديدة.
تشير أعمال باتريشيا تاونزند إلى الفرق بين الأنثروبولوجيا البيئية وأنثروبولوجيا البيئة. من وجهة نظرها، يستخدم الكثير من علماء الأنثروبولوجيا هذين المصطلحين بشكل متبادل كما لو أنهما يعبران عن المعنى ذلك. تقول تاونزند إن «الأنثروبولوجيا البيئية تشير إلى نمط محدد من الأبحاث في مجال أنثروبولوجيا علوم البيئة؛ وهو الدراسات الميدانية التي تصف نظامًا بيئيًا محددًا بالإضافة إلى المجموعات السكانية ضمنه». إن الدراسات التي تُجرى تحت هذا العنوان الفرعي «تتعامل بشكل متكرر مع مجموعة سكانية صغيرة تصل حتى بضع مئات من الأشخاص مثل قرية أو حي سكني».

## تأثيرات العولمة على هذا المجال
تهتم الدراسات المجراة على هذا المجال بعلوم البيئة الإثنية لشعوب السكان الأصليين. نظرًا إلى عوامل متنوعة مرتبطة بالعولمة، تواجه البيئات الإثنية الأصلية تحديات متزايدة مثل «الهجرة، والإعلام، والانتشار التجاري للبشر، والمؤسسات، والمعلومات، والتكنولوجيا». «في وجه الدوافع الوطنية والدولية للاستغلال والإخضاع، أصبحت الأنظمة الإثنية، التي كانت في السابق بيئات محلية وإقليمية محفوظةً، غير فعالة أو غير هامة بشكل مطرد اليوم». بالإضافة إلى ذلك، هناك تهديدات على الأنظمة البيئية المحلية بـ«قطع الأشجار لأغراض تجارية، والتلوث الصناعي، وفرض أنظمة إدارة خارجية».
تُعد هذه التهديدات الموجهة إلى نمط حياة السكان الأصليين أمرًا مألوفًا في مجال الأنثروبولوجيا. يذكر كونراد فيليب كوتاك أن «الأنثروبولوجيا البيئية اليوم تحاول إيجاد حلول للمشاكل البيئية، لا فهمها فقط». إحدى مقاربات المجال الهادفة إلى إيجاد حلول كهذه هي التفكير في جوانب الطبيعة البشرية التي تؤدي إلى انحطاطات بيئية. يمكن أن تضم هذه الميزات في الطبيعة البشرية الرغبة في الابتكارات التقنية الجديدة والسعي إلى مرتبة اجتماعية أعلى، بالإضافة إلى الرغبة المتحيزة في العدالة الاجتماعية. من المقاربات الأخرى للتعامل مع مشكلة المناخ المعاصرة نشرُ المعرفة البيئية التقليدية بشكل واسع. قد تؤمّن المعرفة طويلة الأمد بمجموعة سكانية أصلية معلوماتٍ قيمة عن استراتيجيات التأقلم والمراقبة القائمة على نطاق مجتمعي، بالإضافة إلى العلاقات بين الكائنات الهامة ثقافيًا وبين البشر.

## الانتقادات
منذ البداية، اختلف العديد من المفكرين مع هذا التوجه الفكري، قائلين إنه كان مرتكزًا أساسًا على التوازنات الميكانيكية الثابتة التي تجاهلت التغيير إذ استخدمت الاستدلال الدائري، ومن ثم أفرطت في تبسيط الأنظمة. أحد الانتقادات الحالية هو أن الأنثروبولوجيا البيئية، بشكلها الحالي، تعتمد على النسبية الثقافية معيارًا اجتماعيًا. لكن في عالمنا الحالي، فإن عدد الثقافات المعزولة لدرجة تسمح لها بأن تكون من النسبية الثقافية قليلٌ جدًا. بدلًا من ذلك، تتأثر الثقافات بالإعلام، والحكومات، والمنظمات غير الحكومية، والاستثمارات المختلفة، وتتبدل بواسطتها. استجابة لذلك، شهد هذا المجال تحولًا نحو الأنثروبولوجيا البيئية التطبيقية وعلم البيئة السياسي وأنثروبولوجيا علوم البيئة.

## جامعات تُدرّس الأنثروبولوجيا البيئية
- جامعة ولاية كارولاينا الشمالية
- جامعة ولاية أوريغون
- جامعة روتجرز
- جامعة ستانفورد
- جامعة أريزونا
- جامعة فلوريدا
- جامعة جورجيا
- جامعة هاواي في مانوا
- كلية جولدسميث (جامعة لندن)
- جامعة ميريلاند (كوليج بارك)
- جامعة واشنطن

## وصلات خارجية
- McGrath, Stacy (n.d) "Ecological Anthropology", M.D Murphy (Ed) Anthropological Theories. Department of Anthropology, University of Alabama webpage Accessed 8 August 2009
- Online Journal of Ecological Anthropology, University of South Florida Accessed 9 August 2009